# 石川県立寺井高等学校
石川県立寺井高等学校（いしかわけんりつ てらいこうとうがっこう、英: Ishikawa Prefectural Terai High School）は、石川県能美市吉光町にある公立の高等学校。通称は「寺高（てらこう）」、「寺井（てらい）」。

## 設置学科
- 総合学科（2年次から以下の4系列に分かれる）
  - 進学系列
  - 地域産業系列
  - スポーツ科学系列
  - 生活・福祉系列

## 沿革

### 概要
設立当初普通科は小松高等学校寺井分校を前身とし、加賀地区の中堅進学校であり国公立大学への進学者も多数輩出した。しかし、1978年（昭和53年）頃より隣接する小松市に普通科の石川県立小松明峰高等学校、小松市立高等学校が相次いで開校しアクセスの悪さから人気（偏差値）が落ち、国公立大学への進学者は激減した。

### 年表
- 1963年（昭和38年）4月 - 前身の石川県立小松高等学校寺井分校を設置。
- 1965年（昭和40年）3月 - 石川県条例第14号をもって石川県立寺井高等学校（全日制：普通科・家政科、定時制：普通科・家政科）として独立発足。同時に辰口分校、根上分校がそれぞれ寺井高校の分校となる。
- 1966年（昭和41年）10月 - 礼法教室完成。
- 1967年（昭和42年）7月 - 図書室・美術室・被服実習室竣工。
- 1969年（昭和44年）11月 - 第2棟竣工。
- 1971年（昭和46年）
  - 10月 - 運動場拡張。
  - 12月 - 格技場竣工。
- 1972年（昭和47年）4月 - 定時制課程（中心校・辰口分校・根上分校）を本校より分離。し、石川県立小松北高等学校へ統合される。
- 1973年（昭和48年）
  - 5月 - 運動場拡張整備、校地周辺フェンス完成。
  - 7月 - プール竣工。
  - 10月 - 野球練習場バックネット竣工。
- 1975年（昭和50年）8月 - 第1棟増築部分竣工。
- 1978年（昭和53年）12月 - 防音改装竣工。
- 1979年（昭和54年）11月 - 第2体育館竣工。
- 1981年（昭和56年）3月 - 九谷画廊寺井を設置。
- 1984年（昭和59年）2月 - 教室棟増築工事一部竣工。
- 1988年（昭和63年）
  - 3月 - 特別棟増築工事竣工。
  - 12月 - 校舎前庭拡張。
- 1993年（平成5年）3月 - 全棟除湿設備新設、第1体育館大規模改造。
- 1994年（平成6年）3月 - 家政科募集停止。
- 2000年（平成12年）
  - 4月 - 普通科を総合学科に学科改編。
  - 12月 - 第2棟耐震改装竣工。
- 2002年（平成14年）4月 - 陶芸実習棟竣工。
- 2007年（平成19年）11月 - 第1体育館改築竣工。
- 2008年（平成20年）3月 - 多目的ホール竣工。
- 2012年（平成24年）4月 - 特進クラス設置。
- 2015年（平成27年）12月 - 多目的ホール大規模改造耐震補強工事。
- 2017年（平成29年）11月 - 4棟大規模改修工事。
- 2019年（令和元年）11月 - 3棟大規模改修工事。
- 2024年（令和6年）1月1日 - 令和6年能登半島地震の揺れで、1棟と2棟の接合部の天井にひび割れが生じるなどの被害を受ける[1]。

## 教育方針
高く調和のとれた知性と豊かな人間性を涵養し、健康でたくましい体力の育成につとめる。

### 校訓
1. 知性をみがき　目にひかりあれ
2. 意欲にあふれ　姿にはずみあれ
3. 人間を信じ　胸にうるおいあれ

## 学校行事
- 6月に文化教室があり、全校生徒で近くの会館に行き、演劇鑑賞をする。
- 7月の全国高等学校野球選手権石川大会は、毎年一回戦から全校応援している。
- 9月に体育祭、11月に文化祭がある。

2006年（平成18年）以降は体育館改修工事のため、8月下旬から9月上旬にまたいで体育祭と文化祭を開催している。
- 10月には修学旅行がある。
- 2月には、1年生が総合の授業（産業社会と人間）の総まとめとして、各クラスから代表が3人出てキャリアプラン発表会を行う。近くのケーブルテレビが収録して放送したり、新聞記事にされるので、一大イベントでもある。

## 部活動
野球部、ハンドボール部、女子バレーボール部、陸上競技部、吹奏楽部などが大会などで成績を収めている。
特に、吹奏楽部は顧問の教諭が2005年（平成17年）に替わってから、小編成のコンクール優勝などで優秀な成績を収めている。
野球部は2009年（平成21年）4月19日の第120回北信越高等学校野球石川県大会で宝達高校を大会最多得点となる70－1（5回コールド）で降し、昨年度優勝校・金沢西、シード校・小松工を破りベスト4進出。ハンドボール部は第35回全国高等学校ハンドボール選抜大会（2012年3月25日 - 岩手県花巻市開催）に初出場。
- 運動部 - 野球、陸上競技、バスケットボール、バレーボール、ハンドボール、バドミントン、サッカー、ソフトボール、テニス、卓球、空手道、ウエイトリフティング
- 文化部 - 合唱、吹奏楽、美術、放送、茶華道、ビジネス研究、ESS、JRC

## 校歌
作詞：木俣修、作曲：沖不可止

## 所在地
〒923-1123 石川県能美市吉光町ト90番

## アクセス
- バス　小松バス 寺井線「寺井北口」停留所 徒歩約5分
- バス　能美市コミュニティバス（のみバス）「寺井高校」停留所

## 著名な関係者

### 出身者
- 池田哲夫 - 元小松マテーレ代表取締役社長、元日本染色協会会長、元日本繊維産業連盟副会長
- 西芳弘 - 元プロ野球選手
- 板倉美紀 - 競歩バルセロナオリンピック代表（金沢高校へ転校）